# Stazione di Capodistria (1902)
La stazione di Capodistria (in sloveno Koper) era una stazione ferroviaria posta lungo la ex linea ferroviaria a scartamento ridotto Trieste-Parenzo chiusa nel 31 agosto 1935 . Era al servizio del comune di Capodistria.